# St. Louis Film Critics Association Awards 2010
La cerimonia della 7ª edizione St. Louis Film Critics Association Awards è stata presentata il 20 dicembre 2010.

## Vincitori e candidati

### Miglior film
- The Social Network, regia di David Fincher
- Il cigno nero (Black Swan), regia di Darren Aronofsky
- The Fighter, regia di David O. Russell
- Inception, regia di Christopher Nolan
- Il discorso del re (The King's Speech), regia di Tom Hooper

### Miglior attore
- Colin Firth - Il discorso del re (The King's Speech)
- Javier Bardem - Biutiful
- Jeff Bridges - Il Grinta (True Grit)
- Jesse Eisenberg - The Social Network
- James Franco - 127 ore (127 Hours)

### Miglior attore non protagonista
- Christian Bale - The Fighter
- John Hawkes - Un gelido inverno (Winter's Bone)
- Jeremy Renner - The Town
- Sam Rockwell - Conviction
- Geoffrey Rush - Il discorso del re (The King's Speech)

### Miglior attrice
- Natalie Portman - Il cigno nero (Black Swan)
- Nicole Kidman - Rabbit Hole
- Jennifer Lawrence - Un gelido inverno (Winter's Bone)
- Noomi Rapace - Uomini che odiano le donne
- Naomi Watts - Fair Game - Caccia alla spia (Fair Game)

### Miglior attrice non protagonista
- Melissa Leo - The Fighter
- Amy Adams - The Fighter
- Helena Bonham Carter - Il discorso del re (The King's Speech)
- Barbara Hershey - Il cigno nero (Black Swan)
- Hailee Steinfeld - Il Grinta (True Grit)

### Miglior regista
- David Fincher - The Social Network
- Darren Aronofsky - Il cigno nero (Black Swan)
- Danny Boyle - 127 ore (127 Hours)
- Tom Hooper - Il discorso del re (The King's Speech)
- Christopher Nolan - Inception

### Migliore adattamento della sceneggiatura
- Aaron Sorkin - The Social Network
- Simon Beaufoy e Danny Boyle - 127 ore (127 Hours)
- Edgar Wright e Michael Bacall - Scott Pilgrim vs. the World
- Joel ed Ethan Coen - Il Grinta (True Grit)
- Debra Granik e Anne Rosellini - Un gelido inverno (Winter's Bone)

### Migliore sceneggiatura originale
- David Seidler - Il discorso del re (The King's Speech)
- Alejandro González Iñárritu, Armando Bo e Nicolás Giacobone - Biutiful
- Mark Heyman, Andres Heinz e John McLaughlin - Il cigno nero (Black Swan)
- Scott Silver, Paul Tamasy e Eric Johnson - The Fighter
- Christopher Nolan - Inception

### Miglior fotografia
- Roger Deakins - Il Grinta (True Grit)
- Enrique Chediak e Anthony Dod Mantlel - 127 ore (127 Hours)

### Migliori musiche
- The Social Network
- Il cigno nero (Black Swan)
- Burlesque
- The Fighter
- Inception

### Miglior film in lingua straniera
- L'esplosivo piano di Bazil (Micmacs à tire-larigot), regia di Jean-Pierre Jeunet • Francia
- Biutiful, regia di Alejandro González Iñárritu • Messico
- Uomini che odiano le donne (Män som hatar kvinnor), regia di Niels Arden Oplev • Svezia
- North Face - Una storia vera (Nordwand), regia di Philipp Stölzl • Germania
- Il profeta (Un prophète), regia di Jacques Audiard • Francia

### Miglior film di animazione
- Toy Story 3 - La grande fuga (Toy Story 3), regia di Lee Unkrich
- Cattivissimo me (Despicable Me), regia di Pierre Coffin e Chris Renaud
- Dragon Trainer (How to Train Your Dragon), regia di Chris Sanders e Dean DeBlois
- Il regno di Ga'Hoole - La leggenda dei guardiani (Legend of the Guardians: The Owls of Ga'Hoole), regia di Zack Snyder
- Rapunzel - L'intreccio della torre (Tangled), regia di Nathan Greno e Byron Howard

### Migliore scena
- 127 ore (127 Hours) (ex aequo): La scena di zoom che comincia con un primo piano su Aron (James Franco) mentre sta gridando, e continua allargando il campo su una vasta area mostrando quanto egli fosse solo e isolato dal resto del mondo.
- Inception (ex aequo): La scena a gravità zero della lotta nel corridoio di un hotel con Joseph Gordon-Levitt.
- Easy Girl: Il tributo a John Hughes verso l'inizio del film.
- Harry Potter e i Doni della Morte - Parte 1 (Harry Potter and the Deathly Hallows - Part 1): La scena in cui Hermione cancella la memoria di lei ai suoi genitori.
- Kick-Ass: La scena del massacro compiuto da Hit-Girl.

### Migliori effetti speciali
- Inception
- Harry Potter e i Doni della Morte - Parte 1 (Harry Potter and the Deathly Hallows - Part 1)
- Kick-Ass
- Scott Pilgrim vs. the World
- Tron: Legacy

### Miglior documentario
- The Tillman Story, regia di Amir Bar-Lev
- A Film Unfinished, regia di Yael Hersonski
- Restrepo - Inferno in Afghanistan (Restrepo), regia di Tim Hetherington e Sebastian Junger
- Waiting for "Superman", regia di Davis Guggenheim
- Il risveglio della magia (Waking Sleeping Beauty), regia di Don Hahn

### Migliore commedia
- Scott Pilgrim vs. the World, regia di Edgar Wright
- Easy Girl (Easy A), regia di Will Gluck
- Colpo di fulmine - Il mago della truffa (I Love You Phillip Morris), regia di Glenn Ficarra e John Requa
- Jackass 3D, regia di Jeff Tremaine
- L'esplosivo piano di Bazil (Micmacs à tire-larigot), regia di Jean-Pierre Jeunet

### Miglior film d'autore
- L'esplosivo piano di Bazil (Micmacs à tire-larigot), regia di Jean-Pierre Jeunet
- Il discorso del re (The King's Speech), regia di Tom Hooper
- Scott Pilgrim vs. the World, regia di Edgar Wright
- Trash Humpers, regia di Harmony Korine
- Un gelido inverno (Winter's Bone), regia di Debra Granik